# Липец (Могилёвский район)
Ли́пец (бел. Ліпец) — деревня в составе Маховского сельсовета Могилёвского района Могилёвской области Республики Беларусь.

## Географическое положение
Ближайшие населённые пункты: Махово, Холмы, Исакова Буда.

## История
В 1675 упоминается как деревня в составе Могилевской волости в Оршанском повете ВКЛ.

## Население
- 1999 год — 154 человека
- 2010 год — 99 человек